# Liste der Bodendenkmale im Landkreis Harburg

Landkreis Harburg in Niedersachsen

In der Liste der Bodendenkmale im Landkreis Harburg sind die Bodendenkmale im Landkreis Harburg aufgelistet. Die Quelle ist der Denkmalatlas Niedersachsen. Die Angaben in den einzelnen Listen ersetzen nicht die rechtsverbindliche Auskunft der zuständigen Denkmalschutzbehörde.

## Übersicht
| Bild | Gemeinde                        | Bodendenkmalliste                                          | Wappen | Lage | Ortsteile |
| ---- | ------------------------------- | ---------------------------------------------------------- | ------ | ---- | --- |
|      | Buchholz in der Nordheide       | Liste der Bodendenkmale in Buchholz in der Nordheide       |        |      | - Buchholz - Dibbersen - Holm - Reindorf - Seppensen - Sprötze - Steinbeck - Trelde |
|      | Samtgemeinde Elbmarsch          | siehe Ortsteile                                            |        |      | - Drage - Marschacht - Tespe |
|      | Samtgemeinde Hanstedt           | siehe Ortsteile                                            |        |      | - Asendorf - Brackel - Egestorf - Hanstedt - Marxen - Undeloh |
|      | Samtgemeinde Hollenstedt        | siehe Ortsteile                                            |        |      | - Appel - Drestedt - Halvesbostel - Hollenstedt - Moisburg - Regesbostel - Wenzendorf |
|      | Samtgemeinde Jesteburg          | siehe Ortsteile                                            |        |      | - Bendestorf - Harmstorf - Jesteburg |
|      | Neu Wulmstorf                   | Liste der Bodendenkmale in Neu Wulmstorf                   |        |      | - Elstorf - Neu Wulmstorf - Rade - Schwiederstorf |
|      | Rosengarten (Landkreis Harburg) | Liste der Bodendenkmale in Rosengarten (Landkreis Harburg) |        |      | - Eckel - Ehestorf - Emsen - Iddensen - Klecken - Leversen - Nenndorf - Sottorf - Tötensen - Vahrendorf |
|      | Samtgemeinde Salzhausen         | siehe Ortsteile                                            |        |      | - Eyendorf - Garlstorf - Garstedt - Gödenstorf - Salzhausen - Toppenstedt - Vierhöfen - Wulfsen |
|      | Seevetal                        | Liste der Bodendenkmale in Seevetal                        |        |      | - Beckedorf - Bullenhausen - Emmelndorf - Glüsingen - Groß Moor - Helmstorf - Hittfeld - Holtorfsloh - Horst - Hörsten - Klein Moor - Lindhorst - Maschen - Meckelfeld - Metzendorf - Ohlendorf - Over - Ramelsloh |
|      | Stelle (Landkreis Harburg)      | Liste der Bodendenkmale in Stelle                          |        |      | - Achterdeich - Ashausen - Büllhorn - Fachenfelde - Fliegenberg - Kieselshöh - Rosenweide - Stelle - Wuhlenburg |
|      | Samtgemeinde Tostedt            | siehe Ortsteile                                            |        |      | - Dohren - Handeloh - Heidenau - Kakenstorf - Königsmoor - Otter - Tostedt - Welle - Wistedt |
|      | Winsen (Luhe)                   | Liste der Bodendenkmale in Winsen (Luhe)                   |        |      | - Hoopte - Laßrönne - Pattensen - Rottorf - Scharmbeck - Stöckte - Tönnhausen - Winsen (Luhe) |

Ortsteile in schwarzer Schrift weisen keine Bodendenkmale aus.